# MC 야성
MC 야성(MC Ya Sung, 최야성, 1969년 10월 12일 ~ )은 대한민국의 영화 감독 겸 힙합 래퍼이다.

## 생애
고등학교 1학년을 중퇴한 뒤 영화 연출부 지방배급 영업 등 여러 가지 일을 했고 1990년 영화 《검은 도시》를 데뷔 활약했다. 혈액형으로 AB형으로 취미는 작사하기, 영화보기이다.
학교법인 한민족학원(한민학교) 이사장 박정순이 어머니다.

## 앨범 작품

### 정규
- 2005년 7월 1일 《1집》

### 싱글
- 2006년 10월 13일 《MC 야성 1.5》

## 앨범 외 작품

### 감독, 각본, 기획, 제작
- 2016년 《베베비앙》
- 2015년 《악녀, 두 번 살다》
- 2010년 《애인의 X를 애무한다는 것은》
- 1999년 《파파라치》
- 1997년 《로켓트는 발사됐다》
- 1992년 《모두가 죽이고 싶던 여자》
- 1991년 《비너스의 여름시》
- 1991년 《제3구역》
- 1990년 《검은 도시》

### 제작
- 2002년 《주글래 살래》
- 1991년 《제3구역》
- 1990년 《검은 도시》

## 경력
- 발명특허 3건 발명
- 2012년 자유선진당 국회의원 공천심사위원

## 가족 관계
- 아버지 : 최완식 (1935년 ~ 1994년) - 전 교수
- 어머니 : 박정순 (1939년 ~ 현재) - 전 학교법인단체인

## 수상
- 2002년 21세기 한국인상 문화예술부문